# The Courtship of Eddie's Father (filme)
The Courtship of Eddie's Father (br.: Papai precisa casar / pt.: As noivas do papá) é um filme de comédia romântica estadunidense de 1963, dirigido por Vincente Minnelli para a Metro-Goldwyn-Mayer. O roteiro se baseia em livro homônimo de 1961 de Mark Toby. O livro também foi adaptado para série de TV homônima, lançada em 1969.

## Elenco
- Glenn Ford...Tom Corbett
- Ron Howard...Eddie
- Shirley Jones...Elizabeth
- Dina Merrill...Rita
- Stella Stevens...Dollye
- Jerry Van Dyke...Norman
- Roberta Sherwood...Senhora Livingston

## Sinopse
O menino de seis anos Eddie Corbett ficou órfão de mãe e se preocupa com a solidão de seu pai, o gerente de emissora de rádio de Los Angeles Tom Corbett. E o incentiva a conhecer outras mulheres. O menino fica amigo da insegura e bonita Dollye Daly e tenta juntá-la a seu pai e depois tenta fazer com que a vizinha e divorciada Elizabeth, que fora muito amiga da mãe dele, namore com ele. Mas Tom, apesar de atraído por Elizabeth, não gosta de ficar com ela pois a faz lembrar de sua esposa. Ele prefere a companhia da sofisticada consultora de moda feminina Rita Behrens, que, contudo, não conta com a simpatia de Eddie. A governanta, Senhora Linvigston, que cuida de Eddie durante o dia, também tenta ajudar Elizabeth e Tom a ficarem juntos.

## Produção
Os direitos para o cinema do livro foram comprados pela MGM por cem mil dólares, em 1961. The Chicago Tribune qualificou o livro de (tradução livre)  "profundo e, ao mesmo tempo, muito divertido ".
O produtor Joe Pasternak contratou John Gay para escrever o roteiro e trouxe Glenn Ford para ser o protagonista. Shirley Jones aceitou o papel, em parte porque ela não teria que cantar.
Roberta Sherwood, cantora de  boate e apresentadora de TV, aparece em seu primeiro filme. Seu personagem fica o tempo todo aprendendo espanhol pois diz que a filha se casou com um homem da "América do Sul" e quer saber o que dirão dela quando for visitá-la mas ao final se sabe que ela se enganou, pois o marido é do Brasil e ela se decepciona ao saber que a língua falada lá é português.
Pasternak disse que ele entrevistou muitas crianças para interpretar Eddie mas quando viu Ron Howard pensou "Eu sabia que ele faria bem".
As cenas do jogo de boliche foram realizadas no antigo Paradise Bowl, localizado na 9116 South Sepulveda Boulevard em Los Angeles (cerca de três quilômetros ao norte do Aeroporto Internacional de Los Angeles).
Uma cena de Mogambo aparece na televisão, assistida pelo personagem de Glenn Ford.